# Bouvron (Meurthe e Mosella)
Bouvron è un comune francese di 248 abitanti situato nel dipartimento della Meurthe e Mosella nella regione del Grand Est.

## Società

### Evoluzione demografica
Abitanti censiti